# Ксав'є Даркос
Ксав'є Даркос (14 липня 1947 , Лімож ) — французький латиніст, державний службовець, історик, дипломат та політик. Член Французької академії з 2013 року.

## Біографія
Народився 14 липня 1947 року в Ліможі. Агреже з класичної літератури, доктор гуманітарних наук, професор, а з 1992 року — генеральний інспектор національної освіти. Член Союзу за народний рух, з 1989 по 1997 рік — помічник мера Періге, у 1997—2002 роках — мер Періге, потім до 2005 — перший помічник мера, а в 2005—2008 роках — знову мер .
У 1968 році почав викладацьку кар'єру в Періге, продовжив її з 1982 по 1987 рік в ліцеї Мішеля Монтеня в Бордо , потім до 1992 року працював у паризькому ліцеї Людовіка Великого.
З 27 вересня 1998 по 7 червня 2002 — сенатор Франції від департаменту Дордонь .
У 2002—2004 роках обіймав посаду міністра-делегата шкільної освіти у першому та другому урядах Раффарена.
У 2004—2005 роках — міністр-делегат міжнародного співробітництва, розвитку та франкофонії в третьому кабінеті Раффарена.
У 2007—2009 роках був міністром національної освіти у першому та другому урядах Франсуа Фійона.
23 червня 2009 року в ході кадрових перестановок у другому кабінеті Фійона переміщений у крісло міністра праці .
23 березня 2010 року вийшов з уряду після важкої поразки на регіональних виборах в Аквітані (очолюваний ним список отримав підтримку 28,01 % виборців, а перемогу отримав блок чинного голови регіональної ради соціаліста Алена Руссе з результатом 56,34 %) .
10 червня 2010 року очолив Французький інститут із завданням просування французької культури за кордоном .
13 червня 2013 року обраний до Французької академії, дезайняв крісло, що залишалося вакантним після смерті П'єра-Жана Ремі .
12 грудня 2017 року обраний канцлером Інституту Франції, а 1 січня 2018 року обійняв цю посаду.

## Основні праці
- Candide, Hachette, 1989
- Zadig, Hachette, 1990
- Phèdre, Hachette, 1991
- Visiter Périgueux, Sud-Ouest, 2000
- L'Orgue de l'église de la Cité, Périgueux, Éditions Fanlac, 1989
- Histoire de la littérature française, Hachette, 1992 (nombreuses rééd., 20e en 2011)
- Prosper Mérimée, Flammarion, 1998 (Премія Французького телебачення[fr] 1998), ISBN 978-2-0806-7276-6
- L'Art d'apprendre à ignorer, Plon, 2000, ISBN 2-259-19349-8
- Mérimée, amateur et prophète, Connaissance des Arts, 2003
- Lettre à tous ceux qui aiment l'école, avec L. Ferry et C. Haigneré, editions Odile Jacob, 2003
- Mérimée, La Table ronde, 2004, ISBN 2710326663
- Deux voix pour une école, avec Philippe Meirieu, Desclée de Brouwer, 2003 ; rééd. 2007, ISBN 9-782220-053707
- L'École de Jules Ferry (1880—1905), Hachette, 2005 (Премія Луї Повелса[fr] 2006), ISBN 9-782012-357204
- Peut-on faire confiance aux historiens ?, en coll., PUF, 2006
- L'État et les Églises, editions Odile Jacob, 2006, ISBN 2-7381-1817-8
- Tacite: ses vérités sont les nôtres, Plon, 2007, ISBN 978-2-259-20261-9
- Bruno Neveu (1936—2004), Institut de France, 2007
- La escuela republicana en Francia, Prensas universitarias de Zaragoza, 2008, ISBN 978-84-92521-38-8
- René Haby par lui-meme, en coll., INRP, 2009,, ISBN 2-7342-1100-9
- L'école forme-t-elle encore des citoyens ?, avec Aurélie Filippetti, Forum Libération de Grenoble, sur CD audio chez Frémeaux & Associés, 2008
- Peut-on améliorer l'école sans dépenser plus ?, avec Vincent Peillon, Magnard, 2009, ISBN 978-2210747852
- Ovide et la mort, Presses universitaires de France, Coll. " Hors collection «, 2009, ISBN 978-2-13-057818-5
- Une anthologie historique de la poésie française, Presses universitaires de France, coll. „Hors collection“, 2010, ISBN 978-2-13-058506-0
- Dictionnaire amoureux de la Rome antique, Plon, 2011, ISBN 978-2-2592-1245-8
- La Poésie française, Eyrolles, coll. » Mes passions ", 2012, ISBN 978-2-212-55533-2
- Histoire de la littérature française, Hachette, 2013, ISBN 978-2-01-160932-8
- Oscar a toujours raison, Plon, 2013, ISBN 978-2-259-21069-0
- Auguste et son siècle, Artlys, 2014,, ISBN 978-2-85495-578-1
- Jean-Pierre Angrémy, dit Pierre-Jean Remy, Institut de France, 2015
- Dictionnaire amoureux de l'École, Plon, 2016,, ISBN 978-2-259-227599
- Virgile, notre vigie, Fayard, 2017,, ISBN 978-2-213-70457-9
- Dictionnaire amoureux de la Rome antique, nouvelle version, en format poche, Perrin, coll. Tempus, 2018, ISBN 978-2-262-07696-2
- Histoire de la littérature française, nouvelle édition complétée, actualisée et remise à jour, Hachette, 2019,, ISBN 9-782017-082637
- Ovide. Désirer, renaître, survivre , Fayard, 2020,, ISBN 9-782213-712987